# Ньюберіпорт
Ньюберіпорт (англ. Newburyport) — місто (англ. city) в США, в окрузі Ессекс штату Массачусетс. Населення — 17 416 осіб (2010).

## Географія
Ньюберіпорт розташований за координатами 42°48′44″ пн. ш. 70°53′28″ зх. д. / 42.81222° пн. ш. 70.89111° зх. д. (42.812358, -70.891095). За даними Бюро перепису населення США в 2010 році місто мало площу 27,61 км², з яких 21,62 км² — суходіл та 5,99 км² — водойми.

### Клімат
| Клімат : Ньюберіпорт  | Клімат : Ньюберіпорт | Клімат : Ньюберіпорт | Клімат : Ньюберіпорт | Клімат : Ньюберіпорт | Клімат : Ньюберіпорт | Клімат : Ньюберіпорт | Клімат : Ньюберіпорт | Клімат : Ньюберіпорт | Клімат : Ньюберіпорт | Клімат : Ньюберіпорт | Клімат : Ньюберіпорт | Клімат : Ньюберіпорт | Клімат : Ньюберіпорт |
| Показник              | Січ.                 | Лют.                 | Бер.                 | Квіт.                | Трав.                | Черв.                | Лип.                 | Серп.                | Вер.                 | Жовт.                | Лист.                | Груд.                | Рік                  |
| Середній максимум, °C | 1,1                  | 2,7                  | 7,1                  | 13,7                 | 19,2                 | 23,9                 | 27,3                 | 26,9                 | 23,2                 | 16,3                 | 10,7                 | 4,2                  | 14,7                 |
| Середній мінімум, °C  | −8,7                 | −7,6                 | −3,7                 | 1,8                  | 7,3                  | 12,8                 | 15,9                 | 15,3                 | 11,1                 | 4,9                  | 0,2                  | −5,4                 | 3,7                  |
| Норма опадів, мм      | 92                   | 90                   | 123                  | 119                  | 109                  | 104                  | 97                   | 87                   | 102                  | 120                  | 113                  | 108                  | 1264                 |
| Днів з опадами        | 10,8                 | 9,2                  | 11,3                 | 11,3                 | 12,4                 | 12,2                 | 10,4                 | 9,5                  | 9,3                  | 9,9                  | 11,1                 | 10,8                 | 128,2                |
| Днів зі снігом        | 6,9                  | 4,9                  | 3,8                  | ,9                   | 0                    | 0                    | 0                    | 0                    | 0                    | ,1                   | 1,1                  | 4,6                  | 22,3                 |
| --------------------- | -------------------- | -------------------- | -------------------- | -------------------- | -------------------- | -------------------- | -------------------- | -------------------- | -------------------- | -------------------- | -------------------- | -------------------- | -------------------- |
| Джерело: NOAA         |                      |                      |                      |                      |                      |                      |                      |                      |                      |                      |                      |                      |                      |

## Демографія
Згідно з переписом 2010 року, у місті мешкало 17 416 осіб у 7622 домогосподарствах у складі 4437 родин. Густота населення становила 631 особа/км². Було 8264 помешкання (299/км²).
Расовий склад населення:
| - 96,4 % — білих - 1,1 % — азіатів - 0,6 % — чорних або афроамериканців - 0,1 % — корінних американців |

До двох чи більше рас належало 1,2 %. Частка іспаномовних становила 1,7 % від усіх жителів.
За віковим діапазоном населення розподілялося таким чином: 20,8 % — особи молодші 18 років, 62,7 % — особи у віці 18—64 років, 16,5 % — особи у віці 65 років та старші. Медіана віку мешканця становила 45,9 року. На 100 осіб жіночої статі у місті припадало 86,8 чоловіків; на 100 жінок у віці від 18 років та старших — 83,0 чоловіків також старших 18 років.
Середній дохід на одне домашнє господарство становив 117 551 долар США (медіана — 85 556), а середній дохід на одну сім'ю — 149 088 доларів (медіана — 122 696). Медіана доходів становила 85 779 доларів для чоловіків та 63 451 долар для жінок. За межею бідності перебувало 7,4 % осіб, у тому числі 9,8 % дітей у віці до 18 років та 5,3 % осіб у віці 65 років та старших.
Цивільне працевлаштоване населення становило 9214 осіб. Основні галузі зайнятості: освіта, охорона здоров'я та соціальна допомога — 27,0 %, науковці, спеціалісти, менеджери — 16,0 %, виробництво — 12,8 %, фінанси, страхування та нерухомість — 9,7 %.